# 13044 Wannes
13044 Wannes eller 1990 QO8 är en asteroid i huvudbältet som upptäcktes den 16 augusti 1990 av den belgiske astronomen Eric W. Elst vid La Silla-observatoriet. Den är uppkallad efter poeten Wannes van de Velde.
Asteroiden har en diameter på ungefär 5 kilometer och den tillhör asteroidgruppen Eunomia.